# Wallenberg
För andra betydelser, se Wallenberg (olika betydelser).
Wallenberg är en svensk framstående finansfamilj känd sedan släktens grundare André Oscar Wallenberg grundade Stockholms Enskilda Bank 1856. Familjen kontrollerar indirekt en tredjedel av Sveriges BNP genom sitt bank- och industriimperium. Globalt avviker släkten från andra ledande finansfamiljer i andra länder i avseende om inflytande över ett lands näringsliv. Släkten har i Sverige haft ett dominerande inflytande över näringslivet i mer än ett sekel.
Wallenbergsläkten kontrollerar och är delägare i flera stora svenska och andra europeiska industrikoncerner, till exempel världsledande multinationella telekommunikationsföretaget Ericsson, Skandinaviska Enskilda Banken, Stora Enso, Nasdaq, Wärtsilä, Electrolux, ABB, SAAB och SAS Group.
En lång rad med företeelser är uppkallade efter medlemmar i släkten. Till exempel maträtten wallenbergare, uppkallad enligt vissa efter bankmannen Marcus Wallenberg.

## Historik
Äldste kände anfader var rusthållaren i Herseberga i Skärkinds socken, Östergötland, Per Hansson (1670–1741), som 1692 gifte sig med Kerstin Jacobsdotter Schuut (1671–1752). Deras barn kallade sig omväxlande Hertzman och Wallberg, och utgör med förgreningarna Wallberger och Wallenberg den så kallade Hersebergasläkten. Per Hansson var far till kronolänsman Jakob Persson Wallberg (1699–1758) i Vifolka härad. Jacob Wallenberg var skeppspräst på en ostindiefarare, och har skildrat sin första resa i skriften Min son på galejan.
Det wallenbergska finanshuset grundades av André Oscar Wallenberg som 1856 startade Stockholms Enskilda Bank, efter skotsk bankmodell, vilken är en av föregångarna till dagens Skandinaviska Enskilda Banken (SEB).
Under 1920-talet var Wallenbergsfären och Ivar Kreuger huvudkonkurrenter om makten inom det svenska näringslivet. När Kreuger gjorde sin (sista) framställan i februari 1932 till Riksbanken om bankgarantier, gick alla de stora svenska affärsbankerna med på detta utom Stockholms Enskilda Bank. Efter det att Kreugers bolag försatts i konkurs, övertogs flera av de Kreugerkontrollerade industriföretagen av Wallenbergsfären och dessa utgör fortfarande kärnan i nuvarande innehav.
Förvaltandet och utvecklandet av resterna av det kreugerska imperiet kom att falla på Marcus Wallenberg, som dominerade det svenska näringslivet under mer än ett halvt sekel. Tillsammans med Curt Nicolin lade han grunden, under och efter andra världskriget, till familjens maktposition inom svenskt näringsliv. Efter Marcus Wallenbergs död uppstod ett maktvakuum inom sfärens ledning. Hans äldste son Marc hade begått självmord 1971 och den yngre sonen Peter, vilken av fadern inte ansågs skickad att klara en ledande befattning inom sfären, hade hållits tillbaka under hela sin levnad. Därmed hamnade sfärens ledning i praktiken hos tjänstemän inom Investor. Peter Wallenberg tog dock i praktiken befälet inom sfären under 1980-talet och ökade de ägande stiftelsernas förmögenheter avsevärt. Han var aktiv in i det sista, han avled 2015, men sönerna Jacob (född 1956) och Peter jr (född 1959) och deras kusin, Marcs son Marcus (född 1956) leder numera (2019) verksamheten. Jacob Wallenberg är sedan 2005 ordförande i Investor och Marcus Wallenberg är sedan samma år ordförande i SEB.

## Medlemmar i släkten Wallenberg i urval

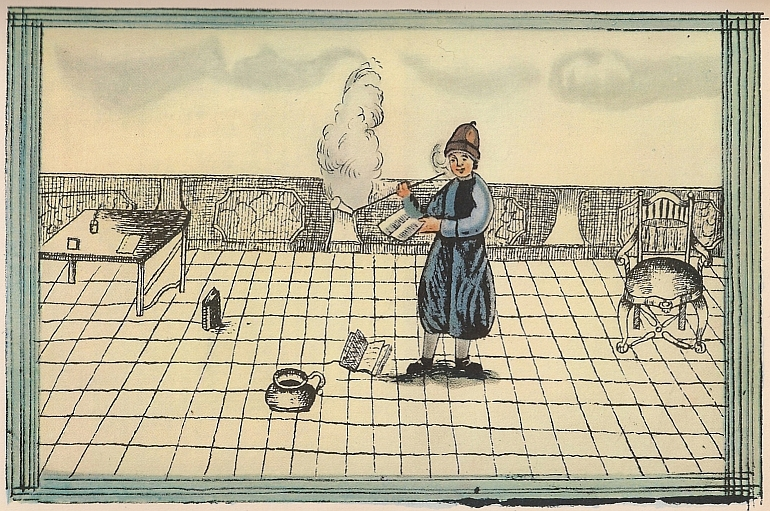
Jacob Wallenberg i kajutan på Finland. Akvarellerad teckning av honom själv.

- Marcus Wallenberg d.ä. (1744–1799), kyrkoherde i Linköping
- Jacob Wallenberg (författare) (1746–1778)
- Marcus Wallenberg (1774–1833)
- André Oscar Wallenberg (1816–1886)
- Knut Agathon Wallenberg (1853–1938)
- Gustaf Oscar Wallenberg (1863–1937)
- Marcus Wallenberg senior (1864–1943) (”Häradshövdingen”)
- Jacob Oscar Wallenberg (1872–1939)
- Axel Fingal Wallenberg (1874–1963)
- Nannie Wallenberg (1885–1962)
- Jacob Wallenberg (1892–1980) (”Jaju”)
- Nita Wallenberg (1896–1966)
- Marcus Wallenberg junior (1899–1982) (”Dodde”)
- Gustav Wally (1905–1966)
- Raoul Wallenberg (1912–cirka 1947)
- Marc Wallenberg (1924–1971; ”Boy-Boy”)
- Peter Wallenberg senior (1926–2015; ”Pirre”)
- Peder Wallenberg (född 1935)
- Jacob Wallenberg (född 1956)
- Marcus Wallenberg (född 1956; ”Husky”)
- Axel Wallenberg (1958–2011; ”Vava”)
- Peter Wallenberg junior (född 1959; ”Poker”)
- Fred Wallenberg (född 1990)
- Jacob Wallenberg (född 1992; ”Joppi”)

## Fotogalleri

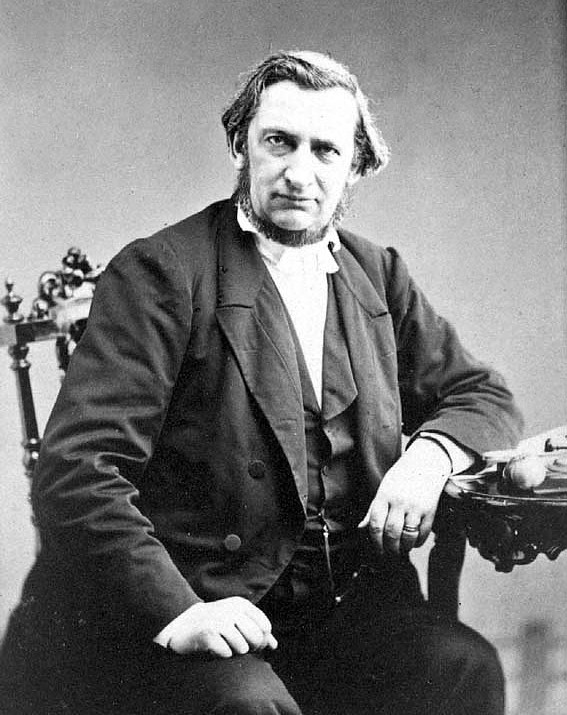
André Oscar Wallenberg (1816–1868).
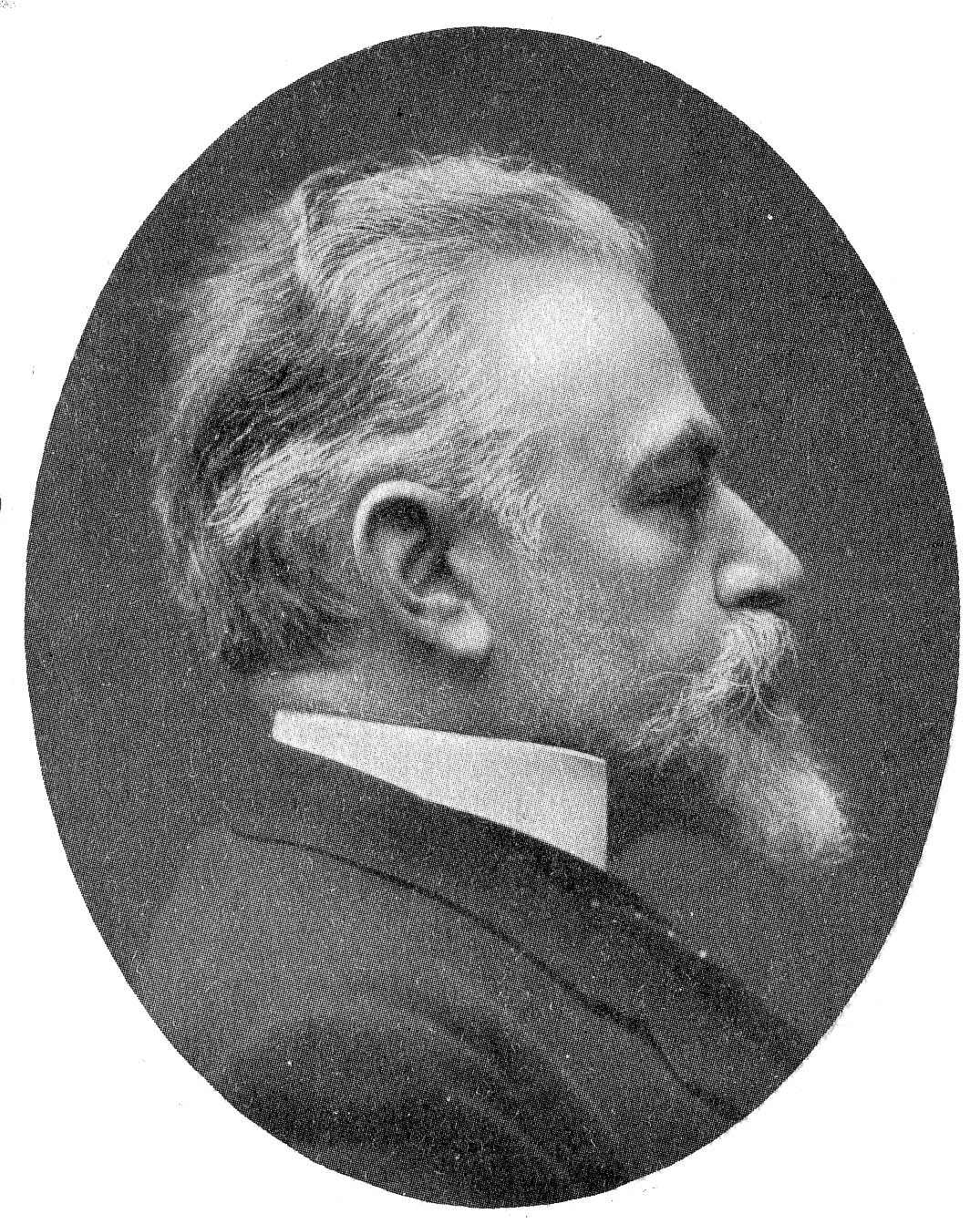
Knut Agathon Wallenberg (1853–1938).
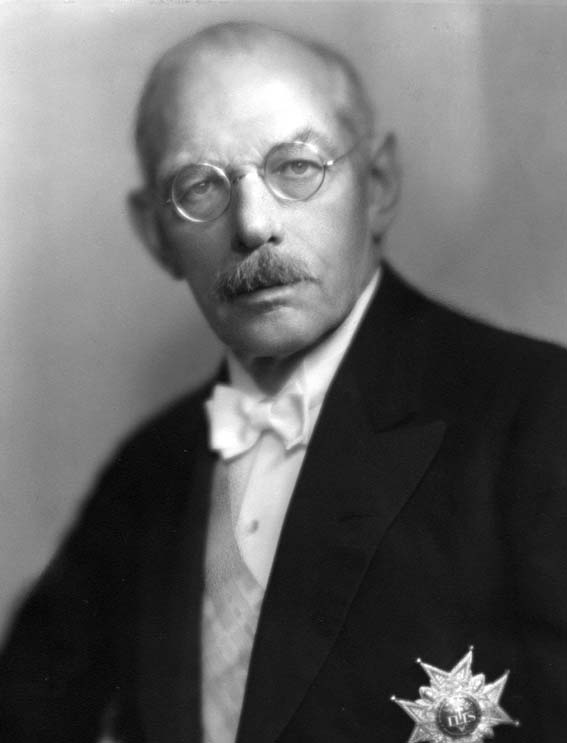
Marcus Wallenberg (1864–1943).
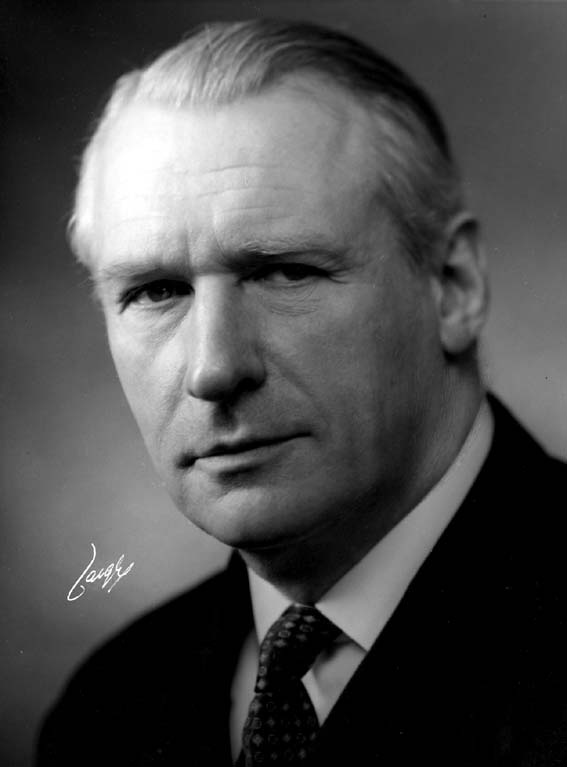
Jacob ”Jaju” Wallenberg (1892–1980).
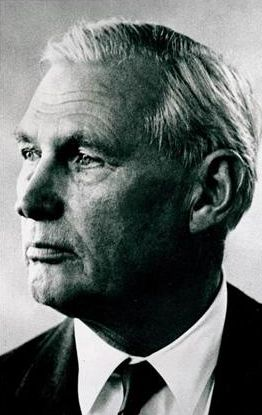
Marcus ”Dodde” Wallenberg jr (1899–1982).
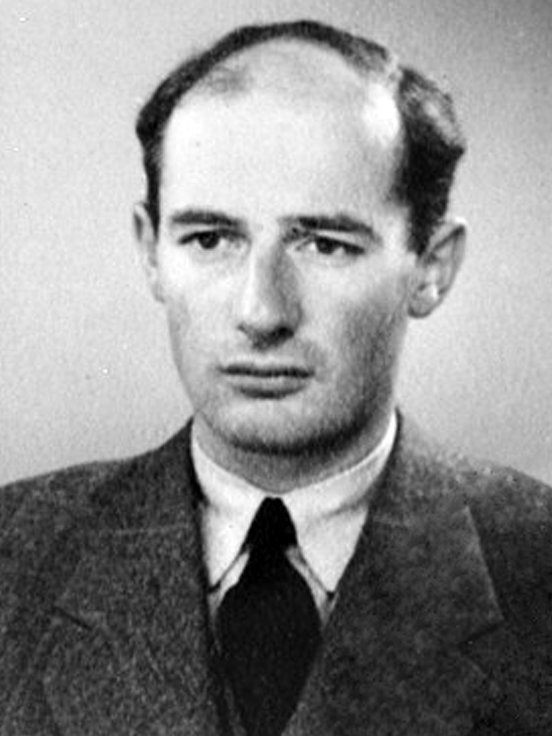
Raoul Wallenberg (1912–ca 1947).
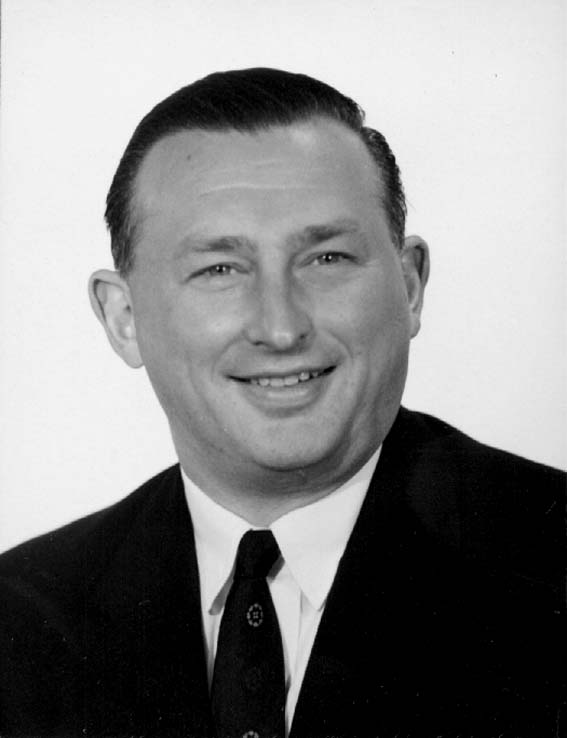
Marc ”Boy-Boy” Wallenberg jr (1924–1971).
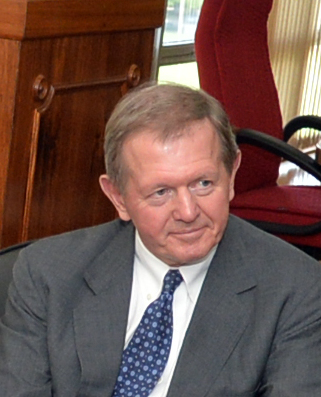
Marcus Wallenberg (f. 1956).
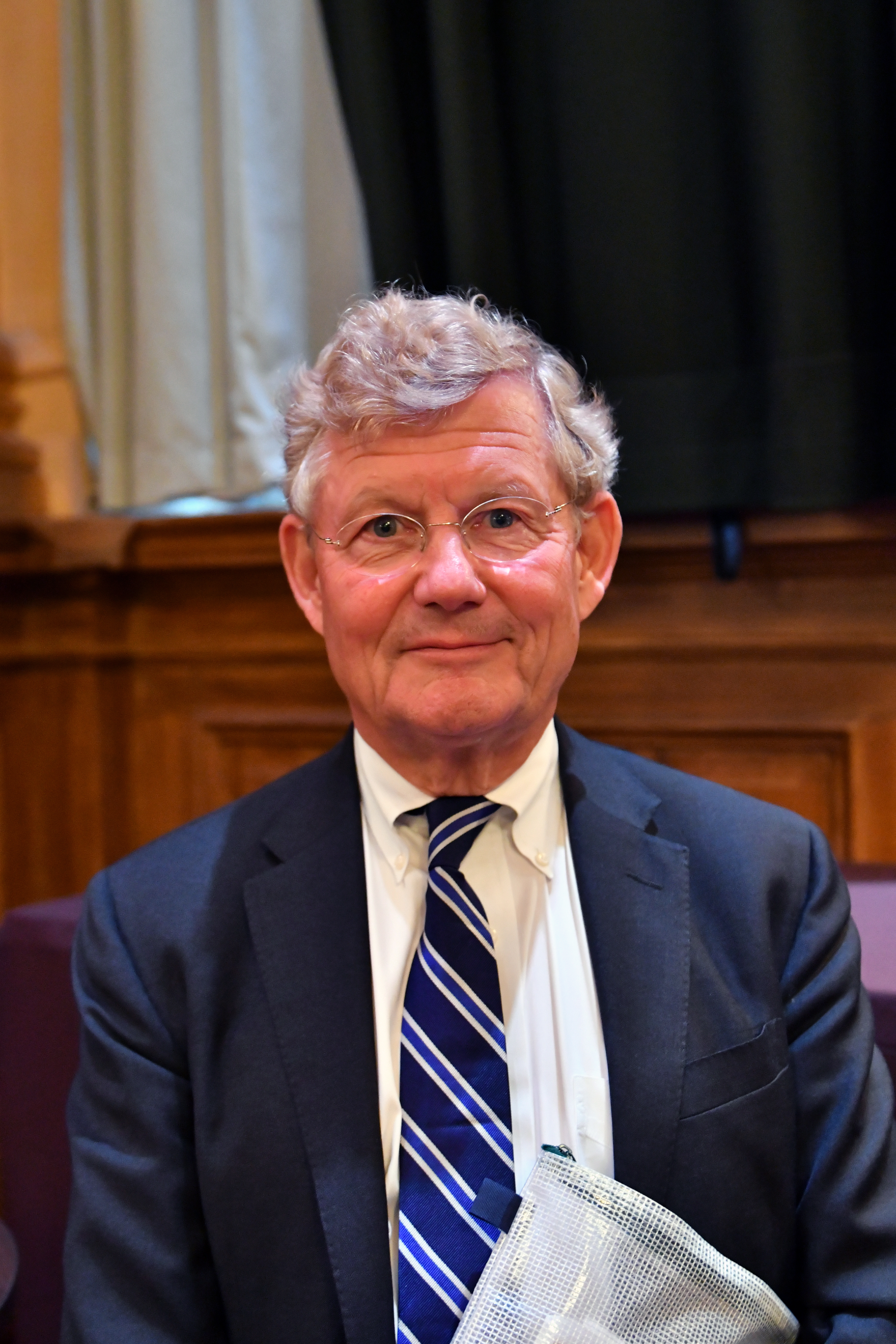
Jacob Wallenberg (f. 1956).
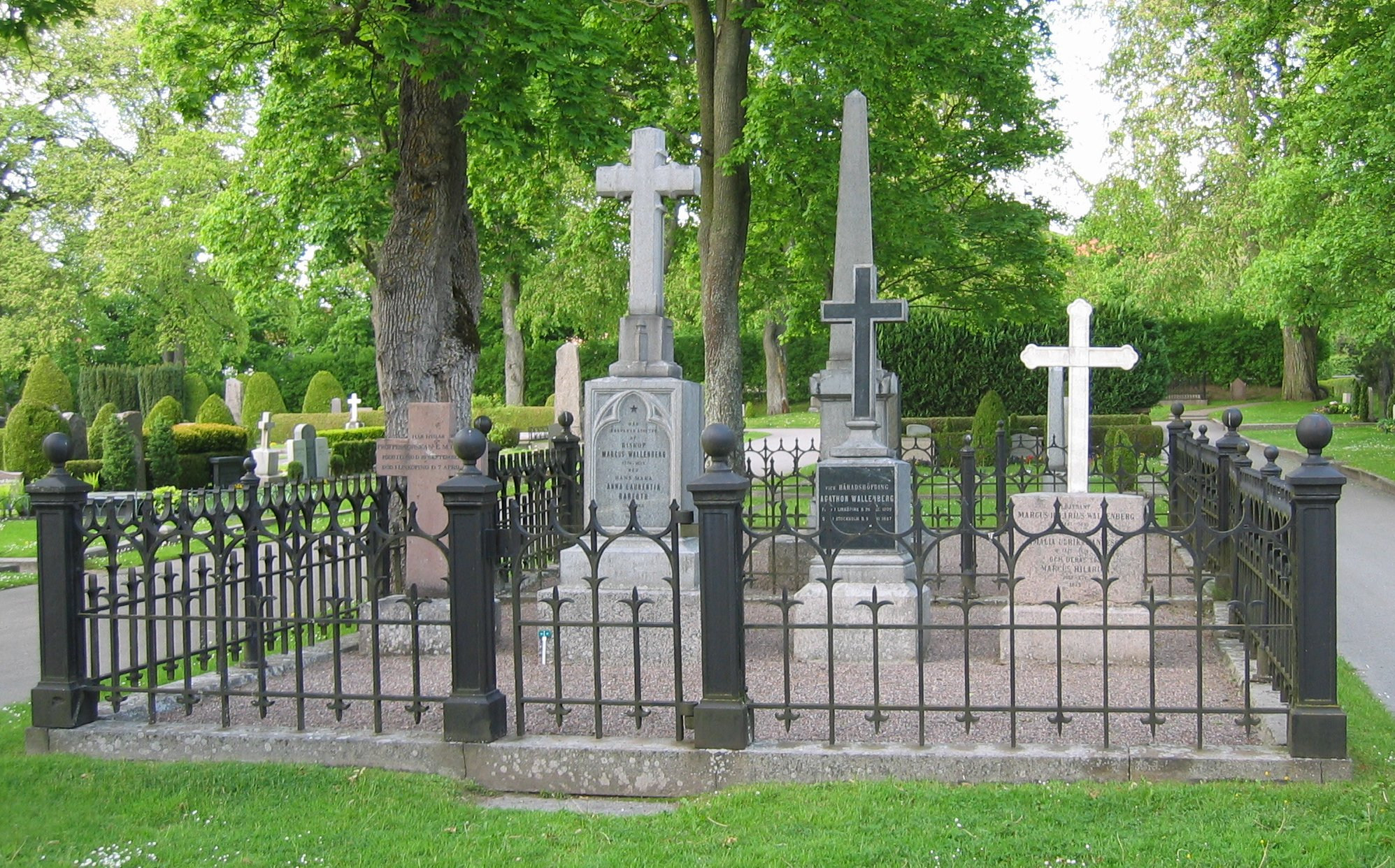
Wallenbergs familjegrav.

## Släktträd

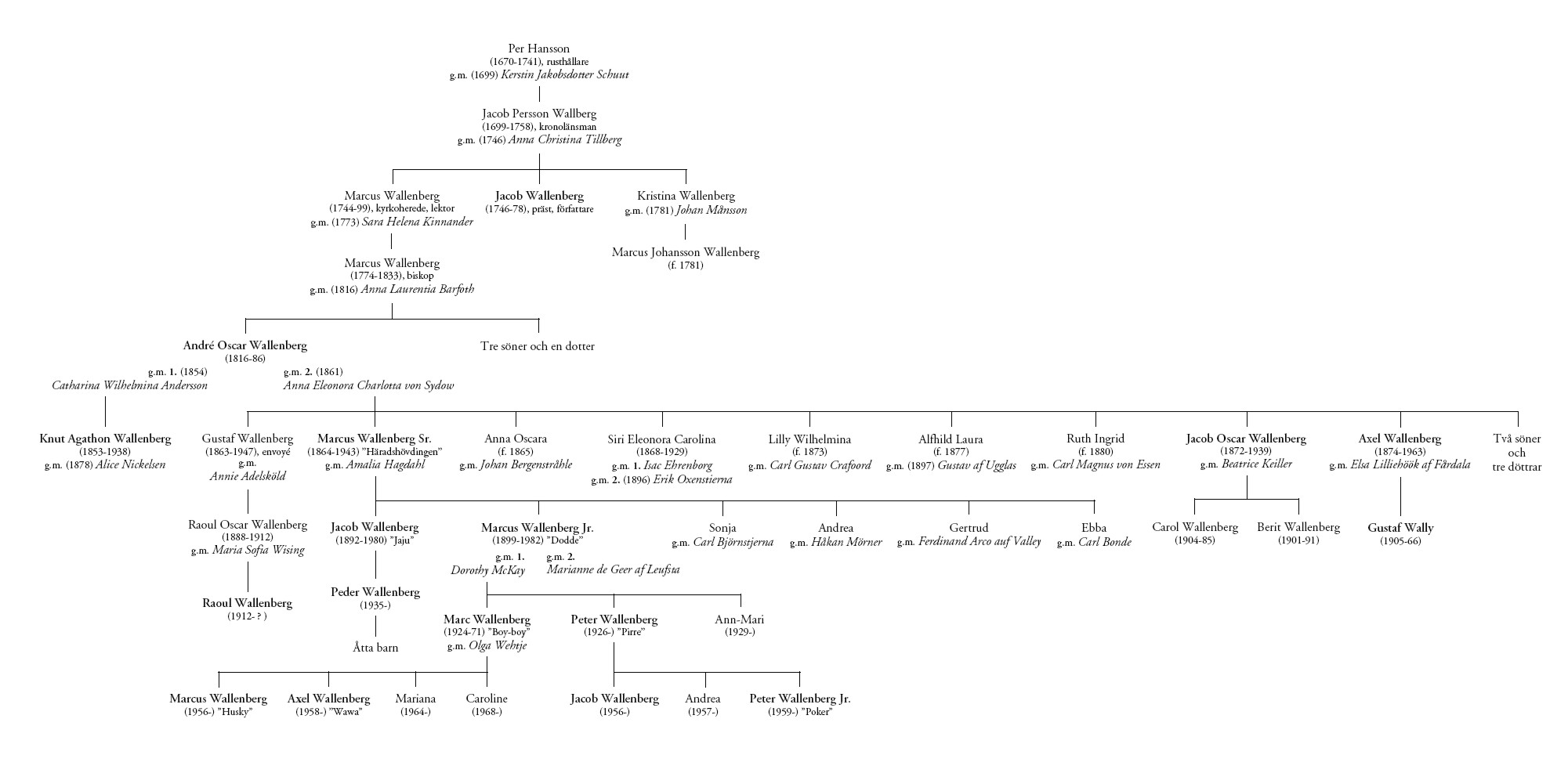
Wallenbergarnas släktträd.